# Smal svampklubba
Smal svampklubba (Elaphocordyceps ophioglossoides) är en svampart som först beskrevs av Jakob Friedrich Ehrhart, och fick sitt nu gällande namn av G.H. Sung, J.M. Sung & Spatafora 2007. Smal svampklubba ingår i släktet Elaphocordyceps och familjen Ophiocordycipitaceae.  Arten är reproducerande i Sverige. Inga underarter finns listade i Catalogue of Life.

## Bildgalleri

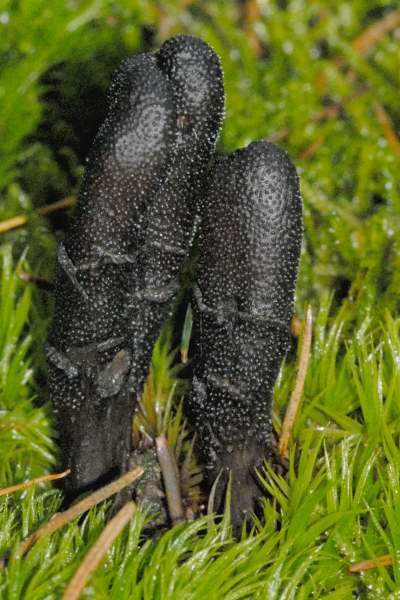
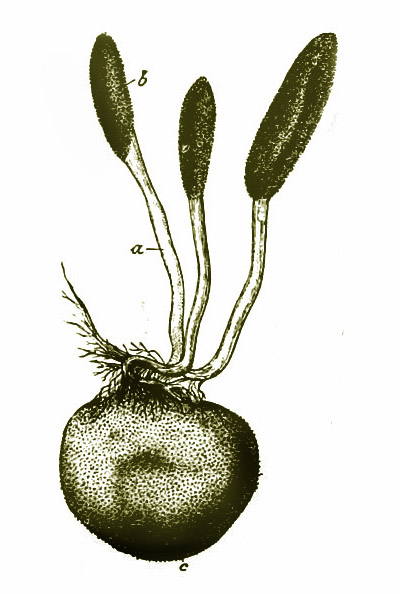